# Monte Seychellois
El Morne Seychellois es el punto más alto de Seychelles, en la isla de Mahé, con 906 m.
Cubierto por un bosque tropical, alberga desde 1979, el mayor parque nacional terrestre de Seychelles, con una superficie de 3045 ha.